# Séisme de 1927 à Jéricho
Le séisme de 1927 à Jéricho est un tremblement de terre dévastateur qui secoue la Palestine mandataire et la Transjordanie le 11 juillet à 15 h 4. L'épicentre du tremblement de terre se situe dans la zone nord de la mer Morte, près du pont Adam dans la vallée du Jourdain à proximité de Jéricho. Les villes de Jérusalem, Jéricho, Ramla, Tibériade et Naplouse sont fortement endommagées. Selon une estimation, entre 287 et 500 personnes ont été tuées. 